# Speicherstadt
Speicherstadt (literalmente ciudad de almacenes), situado en Hamburgo, Alemania, es el barrio de almacenes con pilotes de madera más grande del mundo. Se sitúa en el Puerto de Hamburgo, dentro de HafenCity, y se construyó entre 1883 y 1927. Tiene 1,5 km de longitud y está atravesado por canales.
Este barrio se construyó como una zona franca para transferir bienes sin pagar aduanas. Actualmente, el barrio y sus alrededores están siendo remodelados como parte del proyecto HafenCity. 

## Historia

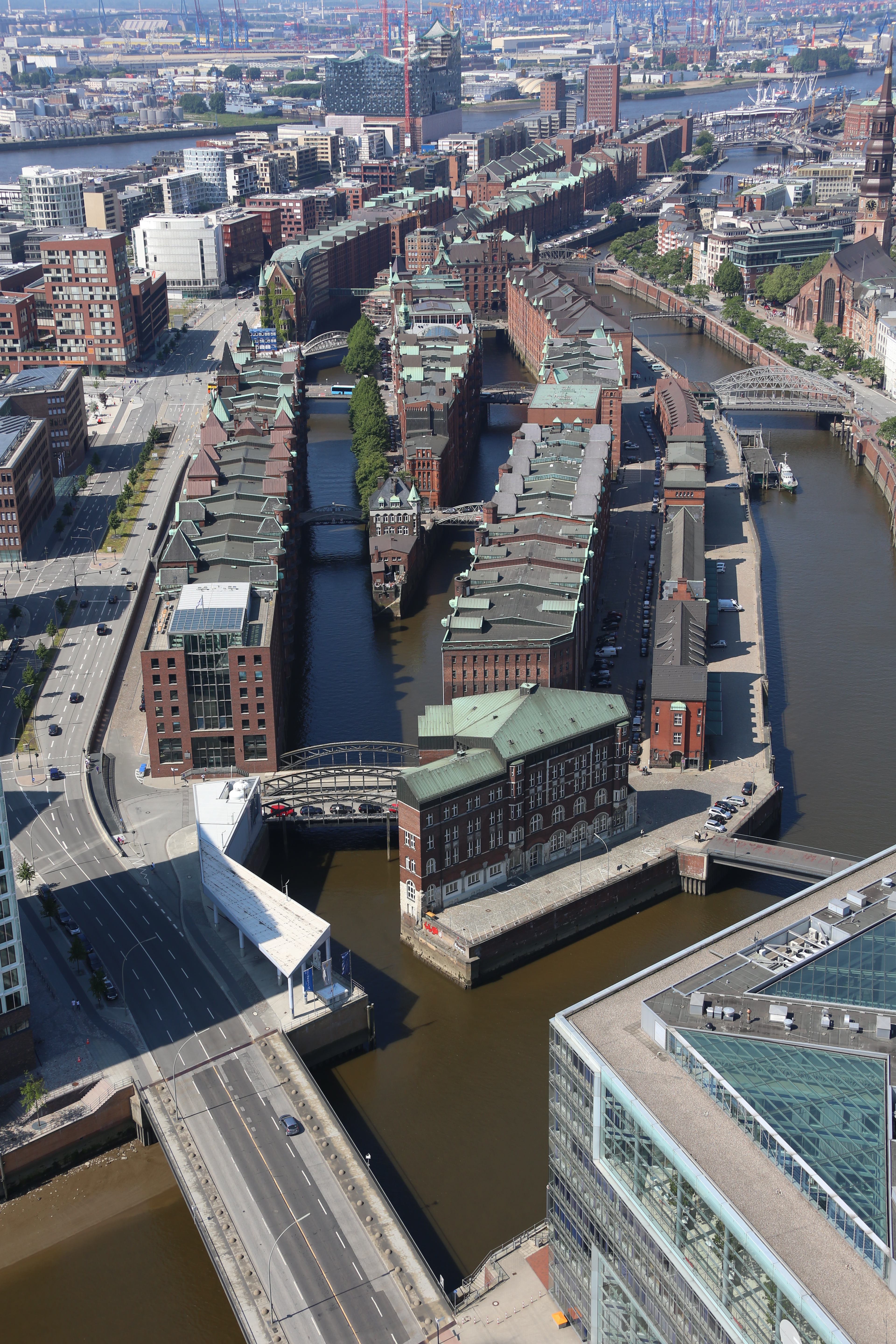
Vista aérea de Speicherstadt

Desde 1815, la ciudad independiente y soberana de Hamburgo formaba parte de la Confederación Germánica (la asociación de Estados del centro de Europa creada por el Congreso de Viena) pero no de la Unión Aduanera de Alemania. Al fundarse el Imperio Alemán en 1871, Hamburgo no podía permanecer siendo una zona franca y formar parte del Imperio. Con los tratados de 1888 Hamburgo pasó a formar parte de la unión aduanera y se creó un puerto franco.
En 1883 comenzó a demolerse el barrio Kehrwieder y se tuvieron que trasladar más de 20 000 personas. Entre 1885 y 1888 se construyó la primera parte, administrada por Freihafen-Lagerhaus-Gesellschaft (el predecesor de Hamburger Hafen und Logistik AG). Durante la Segunda Guerra Mundial se destruyó parcialmente y posteriormente se reconstruyó. Desde 1991 está catalogado como patrimonio de Hamburgo, y desde 2008, es parte de HafenCity. En un intento de revitalizar el centro de la ciudad, el Gobierno de Hamburgo inició el desarrollo de HafenCity, por ejemplo, con la construcción de la Filarmónica del Elba.
En julio del 2015 fue inscrito en la lista del patrimonio de la Humanidad por la Unesco dentro de la denominación «Área de Speicherstadt y barrio de Kontorhaus con el edificio Chilehaus».

## Arquitectura

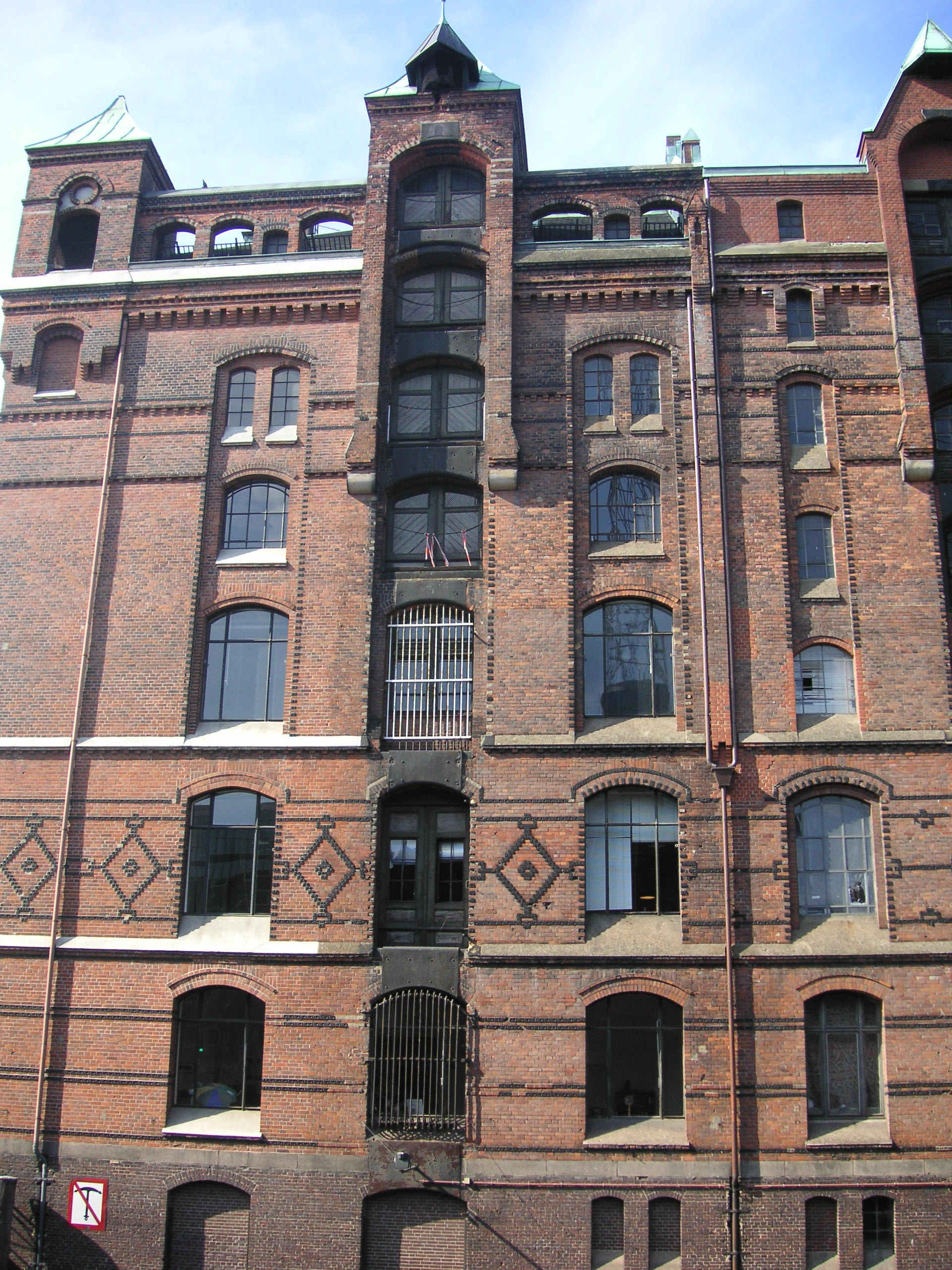
Fachada de un almacén.

Los almacenes se constuyeron con diferentes estructuras, pero Andreas Meyer diseñó unas fachadas neogóticas de ladrillo rojo con pocas torres, huecos y adornos de terracota. Los almacenes son edificios de varias plantas con entradas desde tierra y agua. Uno de los almacenes más antiguos es Kaispeicher B del Internationales Maritimes Museum Hamburg.

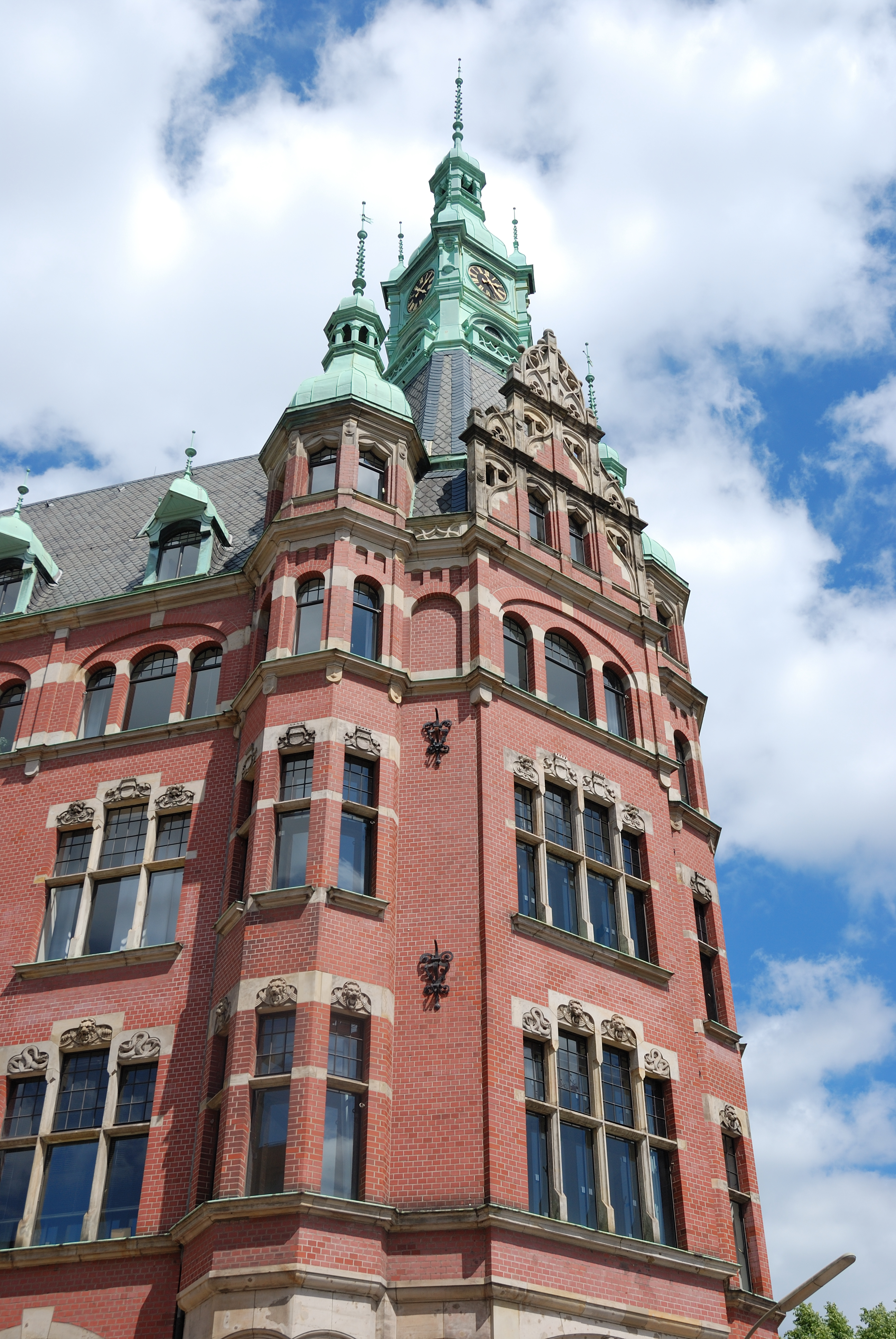
Hafenrathaus ("Ayuntamiento del Puerto") en Speicherstadt

## Uso
Speicherstadt es una atracción turística de la ciudad. En él hay varios museos, como el Deutsches Zollmuseum (Museo Aduanero Alemán), Miniatur-Wunderland, una maqueta de trenes, el Hamburg Dungeon y el Museo Afgano.
Los edificios también se usan como almacenes. En 2005, las empresas de Speicherstadt comerciaron con un tercio de la producción mundial de alfombras y otros bienes, como cacao, café, té, especias, equipamiento marítimo y aparatos electrónicos.

## Curiosidades
Los almacenes de Speicherstadt dan nombre al juego de mesa The Speicherstadt, creado por el autor alemán de juegos de mesa de estilo europeo Stefan Feld.
El videojuego de estrategia y construcción de ciudades Anno 1800 se inspiró en el Speicherstadt para el desarrollo de uno de sus DLC del tercer pase de temporada, Docklands. 